# Raión alemán de Rotfront
El raión alemán de Rotfront (en alemán: Deutscher Rayon Rot-Front; en ucraniano: Ротфронтівський німецький район) fue un distrito nacional situado en la RSS de Ucrania, una de las repúblicas de la URSS, con capital en Rotfront.

## Geografía
Tras su abolución, el municipio de Libenaus se incluyó en el raión de Tokmak, Lichtfeld y Makov en el raión de Novovasilivka, y el resto fue al raión de Chernigivka. El raión contenía los municipios de Alexandervol, Alexanderkrone, Waldheim, Wernersdorf, Gnadental, Gnadenfeld, Elizabettal, Landskrone, Pordenau, Prangenau, Rikkenau, Rudnerweide y Shparrau.

## Historia
El raión fue el 17 de febrero de 1935, al separar la parte oriental del raión alemán de Molochansk. El territorio correspondía al territorio de el antiguo vólost de Gnadenfeld, aunque se denominó raión alemán de Waldheim por la colonia menonita de Waldheim, que pasó a llamarse pueblo de Rotfront el 31 de agosto de 1935. Ese mismo año pasó a llamarse raión alemán de Rotfront. 
En enero de 1939, el raión fue transferido del óblast de Dnipropetrovsk y añadido al nuevo óblast de Zaporiyia. El raión fue abolido por decreto de la RSS de Ucrania de 26 de marzo de 1939.

## Demografía
Al 1 de enero de 1933, un total de 19.718 personas vivían en once consejos de aldea del raión.